# درونیا سامارسکوگو اوتدلنیا سووخوزا
درونیا سامارسکوگو اوتدلنیا سووخوزا (به لاتین: Derevnya Samarskogo otdeleniya sovkhoza) یک منطقهٔ مسکونی در روسیه است که در باشقیرستان واقع شده‌است.